# Etheostoma sequatchiense
Etheostoma sequatchiense és una espècie de peix de la família dels pèrcids i de l'ordre dels cipriniformes que es troba a Nord-amèrica a l'estat de Tennessee. Va ser descrit el 1979 per B.M. Burr.